# Émile Cornellie
Émile François Cornellie (ur. 15 sierpnia 1869 w Vlissingen, zm. 27 grudnia 1945 w Antwerpii) – belgijski żeglarz, olimpijczyk, zdobywca złotego medalu w regatach na letnich igrzyskach olimpijskich w 1920 roku w Antwerpii.
Na Letnich Igrzyskach Olimpijskich 1920 zdobył złoto w żeglarskiej klasie 6 metrów (formuła 1907). Załogę jachtu Edelweiß tworzyli również Frédéric Bruynseels i Florimond Cornellie.
Był oficerem marynarki, służył na morzu podczas I wojny światowej.
Ojciec Florimonda, również żeglarza-olimpijczyka.